# Bornhuvudristningen
Bornhuvudristningen är en runhäll ytterst på Bornhuvud, en brant udde som sticker ut i södra Mälaren vid Vitsand i Salems socken, Salems kommun på nordvästra Södertörn. Den saknade ännu 2014 signum i Samnordisk runtextdatabas.

## Inskriften
Translitterering av runraden:
hul-...-... ...(i)(t) × hak(u)a × (m)arki × þ(a)(s)(i) (e)(f)(t)(i)r × mk (×) sin m(a)n| |nutan × auk × hulmuiþr × fulki × iafn(i) × eftiʀ × br-þur × sin × (k)uþ × hial(b)i ... ... -stain × risti
Normalisering till runsvenska:
Hol[mfastr](?) [l]et haggva mærki þessi æftiʀ mag sinn, mann nytan, ok Holmviðr, Folki, Iafni(?) æftiʀ br[o]ður sinn. Guð hialpi ... ... [Øy]stæinn risti.
Översättning till nusvenska:
Hol(m)fast(?) lät hugga detta minnesmärke efter sin måg (svåger), en skicklig man, Holmvid, Folke, Jafne(?) till minne av sin broder. Gud hjälpe... Östen ristade.

## Beskrivning
Ristningen påträffades 2007 av en elmontör, när han besökte fyren i närheten för att byta mätare i elskåpet. Den är vänd mot väster och är ristad på den lodräta framsidan av en bergknalle, 4-5 meter ovanför Mälarens nuvarande vattenstånd.
Ristningen var svårt skadad på flera ställen och restaurerades under 2007 och 2008. Den är 1,60 m hög och 1,52 m bred. Den är dekorerad med ett rundjur och ett kors. Runhöjden är 7–9 cm höga i inskriftsbandet och 3–5 cm i rundjurets svans.
Runmästare Östen här även ristat Sö 344, vid Kiholm. Kiholmsristningen är liksom Bornhuvudristningen endast synlig från sjösidan från Södertäljeviken. Östen har även ristat den s.k. Holmfastristningen vid Holmfastvägen i Södertälje och den endast fragmentariskt bevarade stenen U 8 från Björkö. När man lämnar Södertäljeviken och rundar Bornhuvud syns Björkö vid horisonten, 5–6 km rakt norr om ristningen.
Uppe på Bornhuvud finns ett röse och där har man en vid utsikt över hela Mälaren och Södertäljeviken. Det är därför mycket troligt att det här på Bornhuvud runt mitten av 1000-talet, då Östen var verksam, har funnits vårdkasar och väktare ”mot vikingar”.